# Prizma
 Ovo je glavno značenje pojma Prizma. Za druga značenja pogledajte Prizma (razdvojba).
Prizma je poliedar određen s dva sukladna poligona koji leže u paralelnim ravninama i imaju paralelne odgovarajuće stranice. 
Ako su svi bočni rubovi okomiti u odnosu na bazu onda je prizma uspravna. Ona je pravilna ako su joj baze pravilni mnogokuti.
Ako su baze paralelogrami tada se prizma naziva paralelepiped i ima šest strana. 
Posebni slučajevi paralelepipeda su 
- kvadar kojem su baze pravokutnici
- kocka kojoj su baze kvadrati

Visina h prizme je dužina okomice koja je spuštena iz bilo koje točke jedne baze na ravninu druge baze.

## Formule

### Volumen
{\displaystyle V=B\cdot h}
gdje je B površina baze, a h visina prizme.
Volumen kocke V = a3
Volumen kvadra V = abc

### Oplošje
{\displaystyle O=2\cdot B+M}
gdje je B površina baze, a M površina plašta. 
Oplošje kocke O = 6a2
Oplošje kvadra O = 2(ab + ac + bc)

## Pravilna prizma
Prizma je pravilna ako je uspravna te joj je baza pravilan mnogokut. Kocka je četverostrana pravilna prizma.

### Formule
Oplošje pravilne prizme 2 B + P, gdje je B površina baze, a P površina pobočja.
Površina baze:
{\displaystyle B={\frac {n}{2}}a^{2}\cot {\frac {\pi }{n}}}
gdje je baza pravilan n-terokut, a je duljina brida baze.
Površina pobočja:
{\displaystyle P=n\cdot a\cdot h}
gdje je baza pravilan n-terokut, a je duljina brida baze, a h je visina prizme.